# Borussia Neunkirchen
Borussia Neunkirchen är en tysk fotbollsklubb från Neunkirchen. De spelar sina hemmamatcher på Ellenfeldstadion.
Av spelare som representerat klubben kan Stefan Kuntz och Jay-Jay Okocha nämnas.

## Historia
Innan Bundesliga bildades 1963 spelades tysk fotboll endast på regional nivå. Tillsammans med 1. FC Saarbrücken var Borussia en av de mest framgångsrika klubbarna i Saarlands regionala tävlingar. Man spelade i Gauliga Südwest under den nazityska tiden och därefter i Oberliga Südwest. Borussia Neunkirchen hade till 1963, då man inte valdes till första upplagan av Bundesliga, spelat på högsta möjliga nivå i femtio år. Klubben kvalificerade sig därefter för Bundesliga och spelade där tre säsonger: 1964/1965, 1965/1966 och 1967/1968.